# Union générale des infirmières belges
L'Union générale des infirmières belges est une association professionnelle qui regroupe :
- la Fédération Nationale Neutre des Infirmières de Belgique (FNIB, neutre francophone)[1]
- la Nationaal Neutraal Belgisch Verpleegsters Verbond (NNBVV, neutre néerlandophone)
- l'Association Nationale Catholique du Nursing (ACN, catholique francophone) [2]
- la Nationaal Verbond der Katholieke Verpleegsters Verreniging (NVKVV, catholique néerlandophone)
- la Christliche Krankenpflegevereinigung en Der Deutschprachtigen Gemeinschaft (KPVDB, catholique germanophone)